# Osvaldo Langini

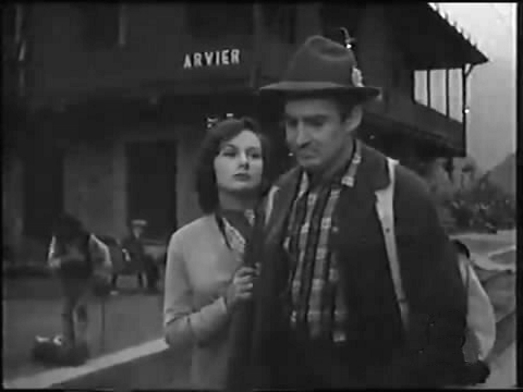
Una scena del film Ciao, pais... diretto da Osvaldo Langini

Osvaldo Langini (Varese, 5 marzo 1922 – 18 giugno 2016) è stato un regista e sceneggiatore italiano.

## Biografia
Osvaldo Langini, laureato in giurisprudenza, ha studiato al Centro Sperimentale di Cinematografia. Per molti anni ha lavorato come assistente regista in vari paesi europei.
In Italia il suo debutto è stato per Il richiamo del ghiacciaio del 1952. Quattro anni dopo ha diretto il suo secondo ed ultimo film da regista, Ciao, pais....
Ha pubblicato diversi libri sui fiumi e sulle Alpi.

## Filmografia

### Cinema
- Il richiamo del ghiacciaio (1952)
- Ciao, pais... (1956)

### Caroselli[2]
- Gli uomini e la montagna: il bivacco all'aperto (1957)
- Rinfreschiamoci le idee: il barbiere (1962)
- Rinfreschiamoci le idee: esame psicotecnico (1962)
- Rinfreschiamoci le idee: l'impiegato in tribunale (1962)
- Rinfreschiamoci le idee: a casa del commendatore (1962)
- Rinfreschiamoci le idee: l'ufficio reclami (1962)
- Rinfreschiamoci le idee: la direttrice (1962)
- Rinfreschiamoci le idee: le matite (1962)
- Rinfreschiamoci le idee: la direttrice malata (1962)
- Rinfreschiamoci le idee: i giochi di società (1962)
- Rinfreschiamoci le idee: dal gioielliere (1962)

## Opere
- Laghi prealpini italiani, Istituto geografico militare, 1962
- RHONE - La vie d'un grand fleuve, Editions Troislangues, Losanna, 1982.